# Fiordaliso (cantante)
Fiordaliso, pseudonimo di Marina Fiordaliso (Piacenza, 19 febbraio 1956), è una cantautrice italiana di musica pop, con spazio al sottogenere melodico.

## Biografia

### Gli inizi
Figlia di Auro Fiordaliso (1929-2023), sardo di Quartu Sant'Elena, e di Carla Pozzi (1935-2020), piacentina, Marina è la prima di sei figli e inizia giovanissima a studiare pianoforte e canto, presso il conservatorio Giuseppe Nicolini di Piacenza. Esordisce all'età di 13 anni nell'orchestra "L'allegra compagnia", nella quale suo padre suona la batteria. Poi nel 1971 all'età di 15 anni, dal fidanzato di 17 rimane incinta del primo figlio: allontanata dal padre, vive la gravidanza a Milano nel Villaggio della Madre e del Fanciullo di Elda Mazzocchi Scarzella, dove il figlio Sebastiano Bianchi nasce il 10 febbraio 1972. La carriera da cantante di Fiordaliso prosegue negli anni settanta entrando a far parte dell'orchestra spettacolo Bagutti, con la quale incide alcuni album; sua, ad esempio, è la voce solista del brano Io ho bisogno del mare (1980), title track dell'album omonimo all'interno del quale canta altri brani.

### Gli anni ottanta

#### La vittoria a Castrocaro e i primi due Sanremo (1981-1983)
Nel 1981, partecipa al Festival di Castrocaro, dove presenta la canzone Scappa via, piazzandosi al primo posto, a pari merito con Zucchero Fornaciari, autore del brano. Durante le esibizioni viene notata dal paroliere Salvatore De Pasquale (in arte Depsa), che le procura un contratto con la Durium e ne diventa il primo produttore. Il brano con cui vince Castrocaro non viene pubblicato su singolo ma è presente nella Compilation di Castrocaro '81 edita dalla Phonogram.
Nel 1982, grazie alla vittoria a Castrocaro, Marina accede di diritto al Festival di Sanremo 1982 nella sezione "Nuove proposte" e per un decennio (tranne le edizioni del 1987 e del 1990) sarà una presenza fissa della kermesse ligure.
La cantante si presenta scegliendo come nome d'arte il solo cognome, Fiordaliso, e interpreta Una sporca poesia, composta da Pinuccio Pirazzoli e Franco Fasano con testo di Depsa, che ottiene un discreto successo commerciale e radiofonico, pur non giungendo in finale. Il relativo 45 giri esce su etichetta Durium, con Il canto del cigno (composta nella parte musicale da Zucchero Fornaciari) sul lato B.
Nel 1982 partecipa a Un disco per l'estate di Saint-Vincent con la canzone Maschera/Il mago non c'è composta da Depsa e Pirazzoli.
Nel 1983 partecipa, con maggiore fortuna, per la seconda volta al Festival di Sanremo con il brano Oramai, scritto ancora da Depsa, stavolta insieme ad Angelo Valsiglio e Claudio Daiano, classificandosi al 6º posto e ottenendo il premio della critica sezione Nuove proposte. Il brano ottiene un buon successo radiofonico e commerciale. 
Dopo il Festival, Gianni Morandi la sceglie come supporter per il suo nuovo tour. Oltre a Oramai, presenta un nuovo brano Favola triste scritto per lei da Pirazzoli-Depsa (ma inciso qualche mese dopo da Silvia Conti), e duetta con Morandi, accompagnata dal gruppo sardo del Coro degli Angeli, nei brani: In bicicletta di Riccardo Cocciante, Poster di Claudio Baglioni e La compagnia di Lucio Battisti.
Nell'autunno del 1983, terminata la collaborazione con Depsa, passa sotto la produzione del paroliere Luigi Albertelli e del compositore Enzo Malepasso, suo compagno all'epoca. Frutto di tale collaborazione è il suo primo album in studio, intitolato semplicemente Fiordaliso. Il disco contiene sei brani scritti dalla coppia Albertelli-Malepasso e quattro pezzi musicati da Flavio Premoli e Giangilberto Monti (Il miele e il vento), Enrico Riccardi (Fare l'amore), Gianni Farè & Andy Surdi (Credo in me), Flaviano Cuffari & Gigi Belloni (Ananas) su testi di Albertelli.

#### La consacrazione conNon voglio mica la luna(1984)
Nel 1984 Fiordaliso partecipa, per la terza volta consecutiva, al Festival di Sanremo, raggiungendo l'apice del suo percorso sul palcoscenico dell'Ariston con Non voglio mica la luna, il suo più grande successo in assoluto, scritto per lei da Zucchero Fornaciari ed Enzo Malepasso su testo di Luigi Albertelli, con il quale si classifica al 5º posto nella categoria «Campioni» (prima tra le donne) raggiungendo i vertici delle classifiche in Italia, Spagna e America Latina.
Visto il grosso successo commerciale del singolo, per l'occasione viene ristampato anche il primo omonimo album, con l'aggiunta del brano sanremese, da cui il long playing prende il nuovo titolo: Non voglio mica la luna, raggiungendo buoni risultati di vendita. La versione internazionale dell'album, destinata alla Spagna e all'America Latina, è intitolata Yo no te pido la luna e contiene brani in italiano e adattamenti in spagnolo, riscuotendo un ottimo risultato di vendite.
Non voglio mica la luna diventa popolare anche in Germania, Svizzera, Francia e in tutti i paesi nell'Europa dell'Est, dove viene stampato con una singola edizione.
All'inizio dell'estate, sull'onda del successo sanremese, esce dapprima un nuovo singolo Li-be-llu-la/Terzinato, con il quale partecipa al Festival di Saint Vincent, e subito dopo un Q Disc, intitolato Discoquattro, contenente quattro brani: Piña tropical (cantato in spagnolo), un duetto con Enzo Malepasso dal titolo Parliamo, Fare l'amore e Li-be-llu-la. Quest'ultimo, pur non arrivando in vetta alla hit-parade come il singolo sanremese, raggiunge tuttavia un buon successo di vendite e radiofonico.
In autunno Fiordaliso duetta nel brano È bello dire anche ti amo di Enzo Malepasso, autore e produttore della cantante piacentina, uscito su 45 giri su etichetta Durium.

#### Il prosieguo degli anni 1980
Nel 1985 partecipa, per la quarta volta consecutiva, al Festival di Sanremo, con un intenso e autobiografico brano Il mio angelo, che raggiunge però un modesto successo di vendite. Il brano sanremese (molto diverso dalle atmosfere del brano dell'anno precedente e scritto appositamente per lei da Luigi Albertelli e Enzo Malepasso) è dedicato al figlio primogenito Sebastiano, che l'artista piacentina ha dato alla luce all'età di 16 anni.
Subito dopo il Festival viene pubblicato il nuovo album, A ciascuno la sua donna, nel quale interpreta 9 canzoni inedite scritte da Luigi Albertelli e Enzo Malepasso e dai cantautori Dario Baldan Bembo, Fabio Concato, Enrico Ruggeri e Zucchero Fornaciari. Inoltre reinterpreta una canzone, Sarà migliore, originariamente scritta nel 1983 per il cantante Valentino da Vasco Rossi e Lucio Quarantotto, il cui video dal vivo viene scelto come sigla TV di una trasmissione musicale di Italia 1. L'album, molto curato nella veste grafica affidata a Luciano Tallarini, ottiene un discreto successo radiofonico e di vendite.
Nella primavera dello stesso anno partecipa a Un disco per l'estate con Sola no, io non ci sto, tratto dall'album A ciascuno la sua donna. Quest'ultimo brano viene pubblicato su singolo in Spagna e America Latina con il titolo Sola no yo no se estar e riscuote anch'esso un discreto successo, sull'onda del quale viene pubblicato l'adattamento in spagnolo dell'album A ciascuno la sua donna, che per questi mercati prende il titolo Sola no, yo no se estar.
Nel 1985 esce in Messico un 45 giri Vive col quale coglie un grosso successo discografico e per il mercato nordeuropeo un 45 giri Quando dormi entrambi i brani scritti da Albertelli-Malepasso e mai pubblicati in Italia. 
Al termine del tour estivo parte il suo primo tour mondiale che, oltre all'Europa, tocca il Sudamerica, Russia, Cina e Giappone. A fine tour viene pubblicato un album live dal titolo Dal vivo per il mondo, che ne celebra i momenti migliori.
Oltre ai suoi successi, il nuovo lavoro contiene un medley di vari cantautori italiani, in cui l'artista mette in luce le sue ottime qualità di interprete, l'inedito in lingua inglese You know my way, e Sola no, yo no se estar, versione spagnola di Sola no, io non ci sto.
Nell'intento di imporla definitivamente, nel 1986 la Durium la fa partecipare nuovamente al Festival di Sanremo, con il brano Fatti miei. Quest'ultimo, musicato da Zucchero Fornaciari, che si firma con lo pseudonimo di Malise, ed Enzo Malepasso su testo di Luigi Albertelli viene realizzato da Michele Torpedine e arrangiato da Peppe Vessicchio. Il brano, pur di buona fattura, non riscuote significativi riscontri commerciali. Subito dopo la partecipazione al Festival, viene ristampato l'LP Dal vivo per il mondo con Fatti miei, al posto di You know my way.
Nella primavera dello stesso anno promuove e prende parte in prima persona all'album Cantando per la mamma, al quale collaborano anche Nino D'Angelo, Pupo, Fausto Leali, Giuseppe Cionfoli, Roberto Soffici e il gruppo femminile Toys for Boys. Il ricavato del disco verrà devoluto all'Istituto per ragazze madri Villaggio della madre e del Fanciullo abbandonato di Milano, presso il quale l'artista visse e diede alla luce il suo primo figlio nel 1972.
In autunno, Fiordaliso partecipa a Premiatissima '86 in coppia con Pupo, presentando La vita è molto di più. Il brano, un duetto tratto dall'omonimo album di Pupo, precedentemente scartato dalla commissione di Sanremo '86, arriva in finale e  si piazza al terzo posto.
Nello stesso anno, collabora all'album del cantautore messicano Lorenzo Antonio duettando ne El idioma del amor, versione spagnola di We've got tonight di Bob Seger (portato al successo in Italia da Gianni Morandi e Amii Stewart col titolo Grazie perché); l'album in questione giunge ai primi posti delle classifiche messicane trainato dal duetto.
In Sudamerica e in Spagna escono due singoli Desde Hoy (versione spagnola di Fatti miei), e "Siento"  (mai tradotto in italiano) e due LP Canta en español per la Spagna e Fiordaliso, per il Messico contenenti i due brani e adattamenti in lingua spagnola di alcuni brani tratti dalle precedenti produzioni.
Nel 1987 Fiordaliso non partecipa al Festival di Sanremo: il brano che inizialmente sembra esserle destinato, Quello che le donne non dicono, viene invece affidato all'interpretazione di Fiorella Mannoia, che ne ricaverà il suo massimo successo popolare.
«Enrico Ruggeri e Luigi Schiavone gli autori della canzone, volevano affidarmela per Sanremo. Poi scelsero Fiorella Mannoia, perché, a loro avviso, dopo il successo di Non voglio mica la luna, dissero che ormai ero diventata nota e troppo identificata con un pezzo e un genere troppo commerciali.»
Esce in primavera il suo terzo album in studio, intitolato Fiordaliso, contenente dieci brani, a cui Fiordaliso partecipa, insieme a Luigi Albertelli alla scrittura dei testi di sette brani. L'album, arrangiato da Dado Parisini, curato nella veste grafica da Luciano Tallarini e prodotto da Luigi Albertelli è dedicato alla nonna, da poco scomparsa, al cui ricordo la cantante è molto legata.
Il canto dell'estate, il singolo estratto composto da Umberto Smaila e Enzo Malepasso su testo di Luigi Albertelli, viene presentato a Un disco per l'estate. Vengono, inoltre, utilizzati per la promozione i brani Vicino al cielo (adattamento di Touch of Paradise, del cantautore australiano John Farnham) e l'autobiografica I giorni dell'addio, una delle sue migliori interpretazioni.
Dopo il tour estivo, Fiordaliso intraprende un tour invernale, durante il quale si esibisce nei teatri e nei palasport di tutta Italia. In quello stesso anno, la cantante prende parte, insieme a Paolo Mengoli, a un programma radiofonico che va in onda tutte le domeniche su Radio 1.
Sempre nel 1987, vengono pubblicate due nuove raccolte destinate al mercato latino dove è molto popolare: la prima, intitolata semplicemente Fiordaliso, destinata al pubblico di lingua spagnola del mercato statunitense, e l'altra, dal titolo Otra historia de amor, esce invece in Messico.
Nel 1988, dopo la chiusura della Durium, firma un contratto con la major EMI  alla quale giunge su interessamento di Toto Cutugno che diventa il suo nuovo produttore. Ne segue un cambio di immagine e di stile musicale, diverso da quello pop-rock del periodo Durium.
Fiordaliso ritorna in gara al Festival di Sanremo, dove presenta Per noi, scritto interamente da Cutugno e si classifica all'8º posto.
Il pezzo, un duetto con Claudio Cabrini, cantante dalla potente timbrica simile a quella di Fausto Leali, ottiene un timido successo discografico. Il brano era stato scritto originariamente per Leali il quale dopo averlo provinato decise di incidere "Mi manchi". La tournée e il progetto per la realizzazione di un nuovo album vengono interrotti perché Marina è in attesa del suo secondo figlio, che nascerà all'inizio dell'anno successivo.
Il 3 gennaio 1989 nasce infatti Paolo Alberto, e subito dopo Fiordaliso partecipa, per la settima volta, al Festival di Sanremo, dove presenta per il secondo anno consecutivo un pezzo firmato da Toto Cutugno, intitolato Se non avessi te, che si piazza al 6º posto e ottiene un buon successo di vendite, con otto settimane consecutive di permanenza nella Top 20 dei 45 giri più venduti, raggiungendo per due volte la 10ª posizione.
Nella primavera del 1989 esce un album antologico intitolato Io...Fiordaliso, che comprende sette brani già pubblicati con la Durium, Per noi e gli inediti Se non avessi te e Ora che ci sei, pubblicati su 45 giri.

### Gli anni novanta
Terminata la collaborazione con Toto Cutugno, agli inizi del 1990, passa sotto la produzione artistica di Franco Ciani, già autore (e primo marito) per Anna Oxa, e torna al pop-rock melodico con il brano Cosa ti farei, presentato in anteprima nel programma televisivo Europa Europa. Nel giro di poche settimane il brano entra in Hit Parade diventando uno dei successi italiani più ascoltati dell'estate e il suo secondo singolo più venduto dopo Non voglio mica la Luna. Cosa ti farei, scritto da Franco Ciani e Mauro Paoluzzi, ottiene una certa popolarità anche nelle discoteche e nei club nella versione remix.
Nel 1990 Fiordaliso partecipa a quattro puntate di Europa Europa, in veste di primadonna musicale del programma, alternandosi con le colleghe Mia Martini e Milva. Quasi in contemporanea, esce il nuovo e atteso album di inediti La vita si balla, che annovera tra gli autori Franco Fasano, Danilo Amerio, Fabrizio Berlincioni e Franco Ciani produttore dell'album, curato negli arrangiamenti da Herman Weindorff.
Tra una serata e l'altra del tour estivo, Fiordaliso partecipa, con successo, al Festivalbar e al nuovo Cantagiro, che conclude al 5º posto.
Nel 1991, prende parte per l'ottava volta al Festival di Sanremo presentando Il mare più grande che c'è (I Love You Man), primo singolo estratto dal nuovo album Il portico di Dio, il secondo prodotto da Franco Ciani. Il brano, un rock melodico con accenti blues, staziona per varie settimane nella Top Ten della Hit Parade. L'album, curato negli arrangiamenti e nelle musiche da Fio Zanotti, risulta ad oggi il lavoro di maggior successo dell'artista. Saprai in coppia con Roby Facchinetti dei Pooh, è il secondo singolo estratto. L'unica cover dell'album è Facciamo scopa, adattamento italiano di Zanotti e Ciani di I Wish I'd Known You Then di Shelly Peiken. 
Nella primavera del 1992 partecipa a Un disco per l'estate e al Festivalbar, dove presenta, come anticipazione del nuovo LP, Dimmelo tu perché, contenuto nel nuovo 33 giri che esce a fine maggio e che sarà l'ultimo lavoro con la EMI. L'album, intitolato Io ci sarò, contiene otto tracce: due brani sono composti da Roby Facchinetti con testi di Franco Ciani, uno da Gianni Togni su testo di Franco Ciani e gli altri dalla coppia Franco Ciani e Fio Zanotti produttori e autori dell'album. Seppur di discreta fattura l'LP non raggiunge i buoni livelli di vendite dei due precedenti lavori, e, in seguito a ciò, la EMI, che non le aveva mai assegnato un vero produttore, decide di non rinnovarle più il contratto. Da questo momento in poi la carriera discografica di Fiordaliso subisce una brusca battuta d'arresto e per tale motivo i successivi anni novanta la vedono reinventarsi prima in TV e poi in teatro.
Nella primavera del 1993 ha inizio un tour acustico con l'accompagnamento di due chitarristi, mentre in autunno Fiordaliso fa parte del cast fisso della nuova edizione di Domenica in, insieme alla collega Francesca Alotta, con la quale, ogni settimana, oltre ai suoi successi personali, ripercorre la storia della musica italiana e internazionale. La cantante partecipa, inoltre, alla sigla di apertura del programma, intitolata Vieni a volare con noi, e a quella di chiusura, costituita dal brano Viaggiando, inserito nell'album della Alotta.
La raccolta E adesso voglio la luna viene pubblicata nella primavera del 1994, e contiene, oltre ai suoi maggiori successi riarrangiati in chiave soul, anche due inediti: Tutti colpevoli composta da Guido Dall'Olio e Elio Aldrighetti e Mascalzone scritta invece da Giorgio Faletti. L'album riscontra un buon successo discografico grazie al passaggio televisivo e alla promozione attraverso Domenica in.
Nel 1995 Fiordaliso viene scelta come protagonista di Blood Brothers - Fratelli di Sangue, il celebrato musical di Willy Russel, che dopo sette anni di successi internazionali approda finalmente anche in Italia. È la storia, piena di intrighi, sentimenti e passioni,  di Mrs Johnstone (Fiordaliso), una giovane donna di Liverpool abbandonata dal marito e gravata dal peso di sette figli da allevare tra gli stenti. La ventottenne signora trova impiego presso una ricca famiglia borghese quando scopre di essere incinta per l'ottava volta: due gemelli. Mrs Johnstone, colta da comprensibile sconforto, si vede costretta ad accettare l'offerta di Lady Lyons -sua datrice di lavoro- di affidarle uno dei due bambini. Così sarà. La Lyons, però, contravvenendo agli accordi, si sbarazzerà in breve tempo della domestica per evitare che i due fratellini, vivendo a stretto contatto possano essere messi a conoscenza della verità.
Fratelli di sangue esordisce in prima nazionale al Teatro Nazionale di Roma. La versione italiana, tradotta e adattata da Bruno Corbucci, con la regia di Vito Molinari, riscuote un grande successo di pubblico e di critica, e viene replicato anche nella stagione successiva in molte città italiane. Nel 1995, Marina Fiordaliso ottiene il Premio Renato Rascel come showgirl-rivelazione dell'anno, e il Premio Bob Fosse, per le sue doti di interprete, messe in luce nel musical.
Nel 1996 in coppia con Annalisa Cucchiara, anche lei nel cast del musical, incide un singolo con due brani, Disordine mentale e Donne sole in città.
Dalla seconda metà degli anni novanta Fiordaliso, nell'impossibilità di intraprendere un nuovo percorso musicale ed artistico più maturo ed impegnato, abbandonata e delusa dall'ambiente discografico, si allontana volontariamente dalle scene, per ritornare sette anni dopo, nel 2002, richiamata a Sanremo da Pippo Baudo.
Dal 1997 al 2001 inaugura il Fiordaliso Disco Live, una serie di spettacoli nelle discoteche delle principali città del Nord Italia. Lo show consiste in un concerto di oltre due ore, basato principalmente su un repertorio di cover di brani di cantautori, dagli anni sessanta fino ad oggi.
Il 1997 vede Fiordaliso attiva in Spagna e America Latina, dove esce l'album Como te amaré, tutto cantato in spagnolo, contenente sei suoi successi e sei cover di canzoni delle sorelle Bertè per le quali Fiordaliso, affine per vocalità e timbrica, ha sempre avuto ammirazione e stima.
All'inizio del 1998 Como te amaré esce in versione italiana col titolo di Sei bellissima.
Qualche mese dopo esce un nuovo singolo (non presente nella prima stampa del cd), Come si fa, scritto da Valentina Gautier, abbinato ad Ahi ahi ahi composto dal fratello Andrea Fiordaliso su testo di Fabrizio Berlincioni e un medley delle sue tre hit:  Non voglio mica la luna, Cosa ti farei e Il mare più grande che c'è. Il nuovo singolo viene presentato al Motor Show di Bologna e in contemporanea su Radio Italia. Entrambi i lavori, arrangiati da Alberto Radius e prodotti da Mario Limongelli, escono per la NAR International, ottenendo negli anni un discreto successo di vendite.
L'album verrà ristampato altre due volte: la prima volta nel 2002, con lo stesso titolo e le medesime tracce ma con diverso ordine; la seconda, nel 2004, con una copertina completamente diversa, ripristinando l'ordine della tracklisting della prima edizione del 1998, ma modificandone il titolo in Come si fa, dalla citata canzone della Gautier, che questa volta viene aggiunta all'inizio della raccolta, seguita dall'altro inedito dell'epoca, Ahi ahi ahi.

### Gli anni duemila
Il 2000 la vede dare alle stampe un nuovo singolo, il brano Linda Linda interamente cantato in lingua araba che viene presentato a una manifestazione svoltasi a Bologna, trasmessa in diretta nazionale sulle frequenze di Radio LatteMiele.
Nel 2002, voluta da Pippo Baudo, ritorna al Festival di Sanremo riscuotendo un buon successo di pubblico con il brano Accidenti a te, firmato da Giancarlo Bigazzi e Marco Falagiani, gli stessi autori che avevano scritto Gli uomini non cambiano per Mia Martini. Il pezzo, classificatosi al 9º posto della classifica finale, viene inserito nel nuovo album-raccolta Risolutamente decisa su etichetta BMG, che contiene, oltre al brano sanremese, altri due inediti, Noi donne e Dal prossimo amore, e nove brani del suo repertorio riarrangiati in chiave blues e registrati in presa diretta.
Subito dopo, la cantante piacentina viene chiamata da Pierangelo Bertoli a duettare con lui il suo più grande successo Pescatore; il pezzo viene inserito nell'album del cantautore emiliano 301 guerre fa e viene cantato spesso dalla stessa Fiordaliso nei suoi concerti di piazza.
Nella primavera del 2003 esce un nuovo singolo, Estate '83, scritto da Gennaro Cosmo Parlato, che dà il titolo al nuovo tour estivo e nello stesso anno partecipa all'album di Nilla Pizzi con la quale duetta in Le parole che non ti ho detto mai.
Nell'autunno del 2003 Fiordaliso partecipa al reality show di Rai 2 Music Farm. A due puntate dal termine viene eliminata da Riccardo Fogli, che poi vincerà il programma. Al termine dello show, esce la relativa "Music Farm Compilation", che include due delle numerose cover da lei interpretate durante la trasmissione: Dimmi come, di Alexia, ma soprattutto Anche per te, di Mogol-Battisti della quale realizza una delle più belle cover incise di questo brano. Sull'onda del rilancio, la EMI pubblica una raccolta di sedici brani per la serie Made in Italy, attingendo dai tre album realizzati tra il 1990 e 1992. Per l'occasione, i sei brani tratti da La vita si balla vengono rimasterizzati.
Intanto Fiordaliso riparte in tournée, che continua fino a ottobre, e torna in TV, sempre su Rai 2, entrando a far parte del cast di Piazza Grande. Nel corso del programma Fiordaliso ha uno spazio musicale fisso, dove, accompagnata dall'orchestra del maestro Mazza, interpreta almeno una canzone per puntata, conducendo inoltre il gioco musicale che prende il nome dal suo più grande successo: Non voglio mica la luna.
Nel 2006 Marina viene chiamata dalla regista Manuela Metri e dalla produzione di Menopause - The Musical, per interpretare una delle quattro donne protagoniste dell'edizione italiana di un musical di successo in America. L'esordio avviene a Roma l'8 marzo. Il musical ottiene un notevole successo, soprattutto grazie all'ironia con cui tratta un tema particolare come quello della menopausa.

### Gli anni duemiladieci
Da gennaio Fiordaliso presenta il musical Anima rock di Sebastiano Bianco, spettacolo in cui interpreta il fantasma di una squinternata cantante rock al fianco di Miranda Martino e Paila Pavese.
Parte in primavera un nuovo tour nel quale, oltre a proporre quindici tra i suoi brani più famosi, rende omaggio a grandi cantautori tra i quali Modugno, De André e Fossati.
Nel 2010 diventa insegnante di canto per due accademie di formazione per giovani artisti, tra Catania e Siena, ed entra a far parte della Musical Artime Academy con la direzione artistica di Fioretta Mari, come docente di canto e interpretazione scenica.
Nel corso del 2011 la cantante è ancora nei teatri con la quinta stagione di repliche del musical Menopause.
Nel 2012 porta in tour il suo nuovo lavoro dal titolo Sponsorizzata, contenente anche un DVD celebrativo registrato all'Ambra Jovinelli di Roma per festeggiare i suoi trent'anni di carriera. Il cofanetto contiene un primo volume composto da inediti in studio e un secondo registrato dal vivo, sempre in occasione del concerto all'Ambra Jovinelli.
Nel 2013 e 2014 è stata presente nel cast di Tale e quale show in onda su Rai 1 portando in scena le imitazioni di personaggi quali Loredana Bertè, Gianni Morandi, Tina Turner, Mia Martini, Aretha Franklin, Donatella Rettore, Bonnie Tyler e Rita Pavone.
Il 19 settembre 2015 si esibisce con i brani Non voglio mica la luna e Male sul palco di Piazza del Popolo a Roma, in rappresentanza dell'Animal Day Live, la prima giornata internazionale in favore dei diritti degli animali.
L'8 ottobre 2015 esce nelle radio Male uno dei singoli estratti dall'album Frikandò.
Il 16 ottobre 2015 esce il suo nuovo album di inediti dal titolo Frikandò, interamente auto-prodotto, e anticipato in primavera dal singolo La lupa (composto da Giordano Tittarelli su testo di Roberta Faccani).
Il 4 dicembre 2015 esce il nuovo singolo A casa per natale con Aurora Codazzi.
Nella primavera 2016 viene ufficializzata la sua partecipazione in qualità di concorrente all'undicesima edizione del reality show L'isola dei famosi in onda su Canale 5 in prima serata con la conduzione di Alessia Marcuzzi. Durante la permanenza sull'isola la cantante ha espresso più volte il desiderio di abbandonare il reality per tornare a casa, il suo abbandono effettivo è avvenuto nel corso della quarta puntata venendo eliminata con il 46% dei voti.
Ha esordito come scrittrice insieme a Rita dalla Chiesa nel dicembre 2016, con il libro per l'infanzia "Il cacciatore di stelle".
Il 12 maggio 2017 esce su iTunes il nuovo singolo della cantante Senza una lacrima, che tratta il tema dell'eutanasia, il brano viene pubblicato a seguito dei fatti legati a Fabiano Antoniani, morto tramite suicidio assistito il 27 febbraio 2017 dopo tre anni in stato di cecità e tetraplegia, situazione simile a quella vissuta dal fratello dell'artista negli anni precedenti.
Dal settembre 2017 è ospite fissa del programma Domenica Live condotto da Barbara D'Urso su Canale 5.
Dal 28 gennaio fino al 25 febbraio 2018 conduce l'annuale edizione del Carnevale di Cento. Nel frattempo dal 5 al 9 febbraio 2018 durante la settimana del festival di Sanremo è giudice fisso del programma La Prova del Cuoco.

### Gli anni duemilaventi
A partire da febbraio 2020 è una dei protagonisti della versione teatrale di "Sul lago dorato" diretta da Diego Ruiz con Gianfranco D’Angelo, Corinne Clery.
Nel 2021 esce in nuovo singolo "Indimenticabile" con Serena de Bari.
Nel 2022 partecipa allo show di Rai1 "Il cantante mascherato" nei panni della gallina ma viene subito eliminata.. A partire da maggio è in tournèè in Australia insieme al collega e amico Pupo. Il 10 giugno esce il nuovo singolo "Fragole e Champagne".
Nel 2023 è alle prese con alcuni problemi di salute a causa di una peritonite. Nel settembre dello stesso anno è tra le concorrenti della diciassettesima edizione del Grande Fratello in onda su Canale 5 condotto da Alfonso Signorini, dove ha confessato di voler tornare al Festival di Sanremo, lanciando un appello ad Amadeus e lamentando che gli artisti della sua età non vengano più selezionati per la competizione canora.

## Filantropia
Nella primavera del 2008 esce un DVD "M'amo non m'amo", patrocinato dall'Associazione Italiana Donne Medico.
A dicembre esce il singolo Canto del sole inesauribile con testo di Kaballà tratto dalle poesie di papa Giovanni Paolo II; musica e arrangiamenti sono del maestro Fio Zanotti.
Con questo singolo, che anticipa il successivo album di inediti, Fiordaliso realizza un nuovo progetto di solidarietà: tutti i proventi andranno a favore dell'Associazione Comunità Papa Giovanni XXIII, fondata da don Oreste Benzi.
Il 29 novembre 2011, per i suoi trent'anni di carriera, è uscito un triplo cofanetto intitolato Sponsorizzata, il cui ricavato dalla vendita viene destinato a un'associazione che lotta contro il tumore al seno.

## Partecipazioni al Festival di Sanremo
| Anno e Categoria | Brani                      | Piazzamento   |
| ---------------- | -------------------------- | ------------- |
| Sanremo 1982     | Una sporca poesia          | Non finalista |
| Sanremo 1983     | Oramai                     | 6º            |
| Sanremo 1984     | Non voglio mica la luna    | 5º            |
| Sanremo 1985     | Il mio angelo              | 8º            |
| Sanremo 1986     | Fatti miei                 | 10º           |
| Sanremo 1988     | Per noi                    | 8º            |
| Sanremo 1989     | Se non avessi te           | 6º            |
| Sanremo 1991     | Il mare più grande che c'è | 12º           |
| Sanremo 2002     | Accidenti a te             | 9º            |

## Programmi televisivi
- Premiatissima (Canale 5, 1986) concorrente
- Domenica Mondiale (Rai 1, 1987)
- Europa Europa (Rai 1, 1990)
- Domenica in (Rai 1, 1993-1994)
- Simpaticissima (Rete 4, 1996) concorrente
- Music Farm (Rai 2, 2004) concorrente
- Piazza Grande (Rai 2, 2004-2006, 2007-2008)
- La Talpa 3 (Italia 1, 2008) concorrente
- Ciak... si canta! (Rai 1, 2011)
- Tale e Quale Show 3 (Rai 1, 2013) concorrente
- Tale e quale show - Il torneo 2 (Rai 1, 2013) concorrente
- Tale e quale show - Il torneo 3 (Rai 1, 2014) concorrente
- L'isola dei famosi 11 (Canale 5, 2016) concorrente
- Na Tale e quale show (Rai 1, 2016) concorrente
- Celebrity Bake Off Italia (Real Time, 2017) concorrente
- La prova del cuoco (Rai 1, 2018) giudice fisso
- Citofonare Rai 2 (Rai 2, 2022) inviata
- Il cantante mascherato (Rai 1, 2022) concorrente
- iBand (La 5, 2022) giudice
- Grande Fratello 17 (Canale 5, 2023-2024) concorrente

## Discografia

### Album in studio
- 1983 – Fiordaliso (Durium) ristampato nel 1984 come Non voglio mica la luna con l'aggiunta del brano omonimo
- 1984 – Li-be-llu-la (Durium), (Q Disc)
- 1985 – A ciascuno la sua donna (Durium)
- 1987 – Fiordaliso (Durium)
- 1990 – La vita si balla (EMI)
- 1991 – Il portico di Dio (EMI)
- 1992 – Io ci sarò (EMI)
- 1998 – Sei bellissima/Come si fa (NAR International), ristampato nel 2002 e nel 2004 con diverso ordine delle tracce e brani inediti
- 2011 – Sponsorizzata (NAR International), album con 9 inediti + DVD del concerto tenutosi a Roma al Teatro Ambra Jovinelli il 24 settembre 2011 + CD live del medesimo concerto
- 2015 – Frikandò (Sonomusica edizioni)

## Controversie
Nel 2009, Fiordaliso è stata protagonista dello spot di Bassano Outlet, un video pubblicitario dai contenuti violenti.